# 体験交流施設 まだらおの湯
2024年４月２０日リニューアルオープン。

2024年８月グランドオープン予定。
まだらおの湯（まだらおのゆ）は長野県中野市にある日帰り温泉。
美しい自然に囲まれ静寂の中に位置する当館は、
喧騒から離れ心と体を癒す至福の場所です。
豊かな緑に抱かれた斑尾高原で、四季折々の美しい風景がお出迎えします。

## 概要
斑尾山の中腹（標高835m）に佇む日帰り温泉施設。
天然温泉・特産品直売コーナー・お食事処がある。
広大な自然に囲まれた
キャンプ場・スレチック広場・キャビンハウスなどがあり宿泊もできる。

## 施設
- まだらおの湯
- お食事処　11：00～21：00（ラストオーダー20：00）
- キャビンコテージ（ご宿泊用貸コテージ）
- キャンプ場（要予約）[2]

## まだらおの湯利用情報

### 入浴料
- 大人　：500円
- 小学生　250円
- 未就学児　無料

### 営業時間
- 10：00～21：00（最終入場は20:30）

### 休館日
火曜日 (※祝日の場合は営業)

### 駐車場
無料駐車場50台

### 温泉に関する成分
アルカリ性単純温泉・源泉　32.3℃・（加温）

### 効能
神経痛・筋肉痛・五十肩・運動麻痺・関節のこわばり・打ち身・挫き・慢性消化器病・痔疾・冷え性・病後回復期・疲労回復・健康増進

### 交通アクセス
- 上信越自動車道豊田飯山ICより約20分[1]

### お問い合わせ
0269-38-3000